# Coco (film, 2009)
Pour les articles homonymes, voir Coco.
Pour plus de détails, voir Fiche technique et Distribution.
Coco est une comédie française sortie en 2009 et réalisée par Gad Elmaleh. Il s'agit de la première réalisation de l'acteur, adaptée d'un sketch dans le spectacle La Vie normale. Coco parle de l'organisation d'une bar-mitzvah. Gad Elmaleh, réalisateur et rôle principal, fait référence, comme dans Chouchou, à l'un des personnages vedettes de ses one-man-shows. Basé sur L'Éclatante, Coco est prêt à tout pour que son fils puisse bénéficier de la plus inoubliable des bar-mitzvah.

## Synopsis
Simon Bensoussan, dit « Coco », ou encore « Le Juste » est un exemple de réussite sociale. Âgé de 40 ans, il a fait fortune grâce à son invention de l'eau frétillante, intermédiaire entre l'eau plate et l'eau gazeuse. Il s'est fixé comme objectif d'organiser la meilleure bar-mitzvah pour son fils Samuel. Mais trop préoccupé  par ce qui doit être « l'évènement international de l'année », Coco ne se rend pas compte que tous ses proches se désolidarisent progressivement. 
Le personnage de Coco aurait été inspiré par Marco Mouly.

## Fiche technique
- Titre : Coco
- Réalisation : Gad Elmaleh
- Scénario : Gad Elmaleh et Caroline Thivel (d'après un sketch de Gad Elmaleh - Spectacle « La Vie normale »)
- Producteur : Alain Goldman
- Sociétés de production : KS2 Productions, Légende Films, Studio Canal, TF1 Films Production et Canal+
- Musique : Bruno Bertoli
- Supervision musicale : Edouard Dubois
- Décors : Jacques Rouxel
- Costumes : Carine Sarfati
- Effets visuels : Mac Guff
- Effets spéciaux : Guy Monbillard
- Cascades : Jean-Claude Lagniez et Sébastien Lagniez
- Photographie : Gilles Henry
- Distribution : Studio Canal
- Budget : 15 millions d'euros
- Format : 35mm – Couleur - 2.35:1 - Panavision anamorphique - Super 35 (en)
- Pays de production :  France
- Langue originale : français
- Genre : comédie
- Date de sortie :
  - France : 18 mars 2009

## Distribution
- Gad Elmaleh : Coco
- Pascale Arbillot : Agathe
- Jean Benguigui : Zerbib
- Manu Payet : Steve
- Ary Abittan : Max
- Daniel Cohen : Mimo
- Noémie Lvovsky : Brigitte
- Gladys Cohen : Évelyne
- Nicolas Jouxtel : Samuel
- Léane Grimaud : Julia
- Gérard Depardieu : le cardiologue
- Enrico Macias : le tailleur
- Jacques Spiesser : le préfet
- Armand Bengio : le Grand Rabbin
- Arthur Benzaquen : le vendeur de chaussures
- François Berland : M. Daumergue
- Béatrice Costantini : la Femme du Préfet
- Frederick Daniel James : le Rabbin tribunal
- Charlotte des Georges : Patricia
- Étienne Draber : M. Colfontaine
- Paulette Frantz : la voisine d’Évelyne
- Anne Haybel : Mme Colfontaine
- Réginald Huguenin : le ministre
- Stéphane Jacquot : le chef d'état-major
- Alexandre Knafo : Lucas
- Fariza Kraria : Madame Zamzem
- Thierry Laurion : l'informaticien
- Laurence Oltuski : Chloé
- Ahmed Riyasat : Chandra
- Alexis Sellam : Melloul
- Catherine Salviat : la ministre du Budget
- Isaac Sharry : Isaac
- Roger To-Thanh Hien : le chinois du Moulin Rouge
- Li-Ting Huang : l'interprète chinoise
- Mercedès Zarka : Tata Mercedès
- Alexandra Cheron : l'américaine
- Danah-Jane Matthews : Eva
- Choukri Ben Meriem : le garde du corps (non crédité)
- Eric Moreau : le serveur classe mariage juif-bar vitjha (non crédité)

## Musiques
- Kool and the Gang : Celebration
- Marlena Shaw : Feel Like Makin' Love (en)
- Enrico Macias : Les Filles de mon pays
- Barry White : Love's Theme (voyage à Monaco)
- France Joli : Gonna Get Over You (magasin de chaussures dans lequel Agathe se rend tous les jours)
- Chevatim : Bar Mitzva
- Amr Diab : Tamally Maak (fin du film à la patinoire)
- Loverboy : Working for the Weekend (générique de fin)

## Lieux de tournage
- Paris
  - 8e arrondissement : avenue des Champs-Élysées, avenue Montaigne
  - 9e arrondissement : devant l'opéra Garnier
  - 12e arrondissement : Immeuble de bureaux « Lumière », Cour St Emilion
  - 16e arrondissement : avenue d'Eylau
  - 18e arrondissement : Moulin rouge
- Hauts-de-Seine
  - La Défense
- Yvelines
  - Mairie de Versailles
- Seine-Saint-Denis
  - Stade de France
- Monaco

## Succès mitigé en salle
Dès le premier jour de diffusion en salle (le 18 mars 2009), le film a attiré plus de 350 000 spectateurs qui sont venus nombreux découvrir les débuts de Gad Elmaleh comme réalisateur. Cependant, au fil des semaines suivantes le nombre de spectateurs chute sensiblement (-66 % dès la deuxième semaine), pour atteindre un peu moins de 3 millions de spectateurs au total.
| Pays                | Box-office        |
| Total               | 2 959 946 entrées |
| 1re semaine         | 1 806 263 entrées |
| 1er week-end France | 1 352 096 entrées |
| 1er jour France     | 305 319 entrées   |
| 1er jour Paris      | 72 364 entrées    |
| 1re séance Paris    | 5 839 entrées     |

## Anecdotes
- On peut voir Coco sur des photos retouchées auprès de personnalités comme Bill Gates, Jacques Chirac, Barack Obama ou encore le Chef Raoni.

## Déception critique
Coco n'a obtenu qu'une étoile sur cinq possibles au barème Allociné soit 80 % de personnes déçues. Il a également reçu des critiques mitigées dans la presse, Le Monde déplorant « scénario qui manque singulièrement de substance, une absence de consistance des personnages secondaires réduits à des rôles de faire-valoir, une fidélité trop grande au texte et aux bons mots du one-man-show ». Le succès relatif du film n'est donc pas non plus un succès critique. On trouve peut-être la raison de cet insuccès (ou du succès mitigé) dans le sentiment de matraquage médiatique dont ce film a fait l'objet : entre autres, la semaine précédant la sortie du film en salles, Gad Elmaleh a été l'invité de Marc-Olivier Fogiel sur Europe 1 et a répondu à une question sur le bouclier fiscal, un sujet qui touche, tout comme le film Coco, à la fortune et au débat délicat que peut susciter la question en société. Cette entrevue radiophonique a ensuite entraîné un véritable débat, non seulement dans l'opinion, mais aussi dans les médias (d'autres artistes ont été pris à partie ou se sont exprimés d'eux-mêmes).

## Distinctions

### Récompenses
- 4e cérémonie des Gérard du cinéma : Gérard de la feignasse tellement décontractée du gland qu'elle recycle un de ses vieux sketches en film d'une heure et demie, attribué à Gad Elmaleh
- 17e cérémonie du Trophées du Film français (2010) : Trophée de la première œuvre

### Nominations
- Brutus du cinéma 2010 : 
  - Brutus du meilleur réalisateur pour Gad Elmaleh
  - Brutus de la meilleure participation exceptionnelle pour Enrico Macias
- Festival International du Film de Comédie de l'Alpe d'Huez 2009 : film de clôture